# DiscT@2
DiscT@2是雅马哈公司发明的一项技术。此项技术使得用户可以在一张CD-R碟片的未烧录数据处刻上用户自行添加的文字或图案。
第一款支持DiscT@2技术的刻录机是雅马哈自己的CRW-F1。

## 技术实质
碟片刻录的实质是利用激光照射在碟片上，产生高温，使该处的化学物质发生反应，而在微观层面上形成凹坑（pit）或平面（land），以此来记录数据。宏观上，凹坑处较平面处暗淡，DiscT@2技术跳过了EFM（8转14编码，Eight to Fourteen Modulation）处理（因为EFM会对刻录区域有所限制，范围在3T（1.2 m/s下0.83微米）与11T之间（1.2 m/s下3.05微米））。DiscT@2技术能够控制激光在碟片上烧制出长宽不同的凹槽，从而让CD-R上显露出不同的层次感。
由于本质上同样是使用激光器烧制，所以“纹身”图案或文字只能在数据区以外呈现，由于光盘刻录从内圈开始，一般“纹身”集中在外围。

## 应用
用户可以使用DiscT@2技术在光盘的外侧烧制个性化信息；摄影师可以烧制上照片拍摄的日期，方便辩认；朋友间相赠可以写上祝福语。
Nero Burning ROM 5.5内附专用模块，方便设计。后续产品也支持该技术